# 洮児河
洮児河（トールがわ）とは主に内モンゴル東部及び吉林省を流れる川で、アムール川水系に属する嫩江右岸の支流の1つである。

## 地理
洮児河は内モンゴル古自治区のホルチン右翼前旗、ヒンガン山脈主峰の索岳爾済山麓より発し、内モンゴル興安盟と吉林省西北部を流れ、吉林省大安市月亮泡水庫附近で嫩江に流れ込む。全長は595km、流域面積は3.3万平方km である（一説には40730平方kmとも）。
比較的大きな支流として、帰流河・蛟流河・二龍濤河・額木特河がある。

## 歴史
洮児河の古名は「太魯水」・「太濼河」であり、隋代には「太爾河」、唐代には「峱越河」・「它漏河」、遼金時代には「撻魯河」、元代には「托吾児河」、明代には「塔児河」、清代においては「陀羅河」・「陀剌河」・「陶児河」・「滔児河」といった名称で呼ばれていた。歴史的に洮児河流域はモンゴル・トルコ系遊牧民族の活動範囲であり、ウリヤンハイ三衛の1つ泰寧衛はこの地域を拠点としていた。